# Ischnochiton luticolens
Ischnochiton luticolens är en blötdjursart som beskrevs av Hull 1923. Ischnochiton luticolens ingår i släktet Ischnochiton och familjen Ischnochitonidae.
Artens utbredningsområde är Queensland. Inga underarter finns listade i Catalogue of Life.